# Calardis Musqué
Calardis Musqué ist eine Weißweinsorte aus Deutschland. Es handelt sich um eine Neuzüchtung des Instituts für Rebenzüchtung Geilweilerhof (Teil des Julius Kühn-Instituts). Der Sortenname leitet sich aus einer historischen Bezeichnung des Geilweilerhofs und seiner bouquetierten Aromaausprägung ab.

## Eigenschaften
Die Rebsorte ergibt vollmundige Weißweine mit einem einzigartigen, exotischen Bukett, komplexen Fruchtaromen und lebendiger, reifer Säure. Die Weine weisen einen zuweil an Traminer erinnernden würzigen Muskatton auf. Häufig werden auch exotische Aromen, wie Maracuja, Mango, Ananas und Physalis beschrieben Die Weine sind bei den Blindverkostungen am Geilweilerhof meist die am besten bewerteten Weißweine.
Calardis Musqué ist im Anbau etwas anspruchsvoller als andere Neuzüchtungen, da sie etwas zur Geiztraubenbildung und zum Verrieseln neigt. Den höheren Aufwand im Weinberg kompensiert die Sorte jedoch durch die hohe Weinqualität. Bei einem eher selten auftretenden Botritisbefall entwickelt sich dieser meist zur Edelfäule und macht die Sorte dadurch in Kombination mir reifer Säure und ausgeprägtem Aroma besonders auch für restsüße Weinspezialitäten interessant. Hervorzuheben ist die stetig hohe Qualität der Weine über die Jahre und deren gute Lagerfähigkeit.
Austrieb- und Lesezeitpunkt sind mit denen von Müller-Thurgau vergleichbar. Die Größen von Trauben und Beeren entsprechen denen des Rieslings, sind aber weniger kompakt.
Calardis Musqué besitzt jeweils eine mittlere Widerstandsfähigkeit gegen den Falschen Mehltau, den Echten Mehltau und die Botrytis. Gegen die Schwarzfäule der Rebe wird eine hohe Widerstandsfähigkeit angegeben. Wie für alle widerstandsfähigen Sorten wird auch hier ein minimaler und bedarfsorientierter Pflanzenschutz von mindestens drei Anwendungen empfohlen, um die Rebe bei der Schädlingsabwehr zu unterstützen. Dadurch können sowohl im integrierten als auch im ökologischen Anbau bis zu 70 % der Fungizide eingespart werden.
Die Sorte ist seit 2021 für den Anbau in Deutschland klassifiziert und erhielt im März 2023 Sortenschutz.

## Abstammung
Als Kreuzungseltern wurden Bacchus und Seyval Blanc verwendet. Hierbei wurden die Resistenzeigenschaften von Seyval Blanc und die guten Qualitätseigenschaften von Bacchus erfolgreich kombiniert.
Sie ist Elternsorte von Calardis Blanc.

## Verbreitung
Aktuell existieren Versuchsanbauflächen.